# Chiapparello
Chiapparello, detto anche acchiapparello, acchiapperella, o ce l'hai, è un gioco tradizionale in cui uno dei partecipanti viene prescelto per "stare sotto" e deve riuscire a "toccare" uno degli altri giocatori; se ci riesce, il giocatore che è stato toccato prenderà il suo posto osservando la regola che chi è stato toccato non potrà ritoccare sul momento chi l'ha appena toccato. Si gioca all'aperto.

## Aspetti psicologici
Una caratteristica per certi versi anomala dei giochi tipo "ce l'hai" è che il giocatore che "sta sotto" è spesso quello che ha un maggiore controllo del gioco, e tuttavia questo ruolo viene unanimemente considerato il più spiacevole; forse anche perché chi vi si trova è isolato, mentre gli altri tendono a essere solidali. Al tempo stesso, i giocatori che scappano in genere trovano poco interessante darsi semplicemente alla fuga (il che renderebbe il gioco ingiocabile) e preferiscono mostrare il proprio coraggio avvicinandosi al "cacciatore" e facendosi beffe dei suoi sforzi per raggiungerli. Nel caso estremo, queste dinamiche possono causare un sentimento di umiliazione, emarginazione o imbarazzo per un bambino (per esempio meno dotato fisicamente) che si trova "sotto" e non riesce a liberarsi di questo ruolo catturando i compagni. Per questo motivo il gioco è stato addirittura vietato in alcune scuole del New Jersey.

## Varianti
La struttura semplicissima di questo gioco permette di classificarlo come il capostipite di una famiglia di giochi analoghi, dotati della stessa dinamica di fondo arricchita di regole aggiuntive. La variante più vicina all'originale è il rialzo, in cui i giocatori che scappano non possono essere catturati se si trovano in piedi su un piano rialzato (per esempio una panchina, una scala, la sommità di un muretto). A Roma viene chiamato buzzico rampichino. Anche in questo caso i giocatori che scappano in genere preferiscono mostrare il loro coraggio non abusando di queste posizioni "sicure". Il concetto del "rialzo" è tratto dalla tradizione medioevale, per la quale chi si rifugiava sul sagrato di una chiesa non poteva essere toccato dalle guardie che lo inseguivano, essendosi posto sotto la protezione ecclesiastica.
Una variante più semplice praticata a Roma è quella del buzzico dove i giocatori disposti in cerchio possono essere toccati da uno di loro. Chi è stato toccato può scappare girando in cerchio e salvandosi se riesce a riprendere il suo posto. Perderà invece se chi l'ha toccato giunge al suo posto occupandolo prima di lui.
Una variante prettamente locale, in Lombardia e soprattutto a Milano e dintorni, è schiscetta: il giocatore che scappa può semplicemente "schiacciarsi" contro il terreno per essere salvo. Il numero di "salvataggi" è comunque limitato. In Friuli-Venezia Giulia, in particolare a Gorizia, il gioco prende il nome di toc (con la "c" dolce, come in "cibo"): toc alto, in cui il giocatore rincorso non può essere preso se riesce a salire su un rialzo (ad es. un muretto od un albero), e di toc basso in cui il giocatore non può essere preso se riesce a rannicchiarsi al suolo prima di essere toccato. In Emilia-Romagna le due varianti assumono il nome di strega in alto e strega in basso. Si usa soprattutto nella Toscana centrale il " teschio", da cui ci si può salvare semplicemente incrociando le dita. Altra possibile variante è l'arimus (in genere un paio a partita): il giocatore può chiamare una breve pausa durante la quale deve restare immobile e non può essere toccato. In Lombardia la locuzione "arimortis" (storpiatura della frase latina) sospende l'azione e quindi salva il giocatore inseguito.
Altre varianti universalmente note sono il rimpiattino (e il nascondino, che sembra a sua volta derivare dal rimpiattino), mosca cieca, guardie e ladri e strega comanda colore.

## Nomi del gioco nel mondo
L'acchiappino (e molti dei suoi derivati) sono diffusi in tutto il mondo. La versione base ha (fra l'altro) i nomi elencati sotto. Si noti che in diverse tradizioni il nome del gioco, o la sua terminologia, fa riferimento a una "cosa" che il giocatore che sta "sotto" ha e deve passare agli altri (come nell'italiano "ce l'hai!" o nella versione brasiliana "pega, pega"); in altre tradizioni il giocatore che sta sotto è la "cosa" (it in inglese).
- Albania: e ka kush e ka
- Argentina: la mancha
- Australia: tiggy, chasey o tips
- Baviera: fangermandl (ovvero "acchiappa l'uomo")
- Bielorussia: квач
- Brasile: pega pega ("acchiappa, acchiappa"); si dice che il giocatore che sta sotto "ce l'ha"
- Colombia: la lleva ("trasporto"); si dice che il giocatore che sta sotto "lo trasporta"
- Corea: 술래잡기 (sullaejapki)
- Regno Unito: it, tic, tig o dobby
- Finlandia: hippa
- Francia: chat ("gatto"); chi sta sotto è il gatto
- Ungheria: fogócska ("acchiappare").
- Irlanda: chasing ("dare la caccia")
- Israele: תופסת [tofeset]; chi sta sotto si chiama התופס [ha-tofes], "il cacciatore".
- Giappone: 鬼ごっこ [Onigokko in Rōmaji]; chi sta sotto è l'"Oni".
- Stati Uniti: catchers ("acchiappatori"), it, had, he, tag
- Polonia: berek
- Portogallo: apanhada ("presa")
- Russia: салочки
- Svezia: tafatt (kull a Stoccolma)
- Paesi Bassi: tikkertje
- Bolivia: mancha
- Romania: prinselea
- Spagna: pilla-pilla (si legge: "piglia, piglia")
- Slovenia: lovljenje